# Humphrey (Nowy Jork)
Humphrey – miasto w Stanach Zjednoczonych, w stanie Nowy Jork, w hrabstwie Cattaraugus.